# 仮面様顔貌
仮面様顔貌（かめんようがんぼう、英：mask like face）は、パーキンソン症候群の3大症候である、運動緩慢(Bradykinesia)および無動症(akinesia)の一種である。無表情となり、まばたきも少なく、一点を見つめるような顔つきが特徴。パーキンソン病の他、全身性強皮症でも見られる。仮面状顔貌とも呼ばれる。